# Aegiphila pauciflora
Aegiphila pauciflora là một loài thực vật có hoa trong họ Hoa môi. Loài này được Standl. mô tả khoa học đầu tiên năm 1928.